# Оболенский, Николай Николаевич
Князь Никола́й Никола́евич Оболе́нский (1833—1898) — герой русско-турецкой войны 1877—1877 годов, командир Гвардейского корпуса, генерал-лейтенант, генерал-адъютант.

## Биография

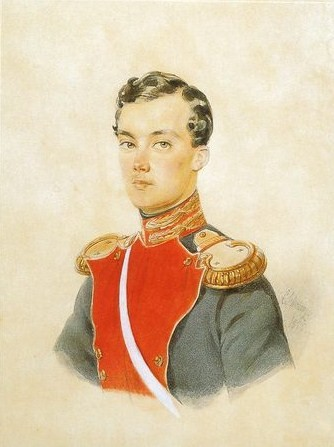
Н. Н. Оболенский (1855)
на портрете К. М. Шрейнцера

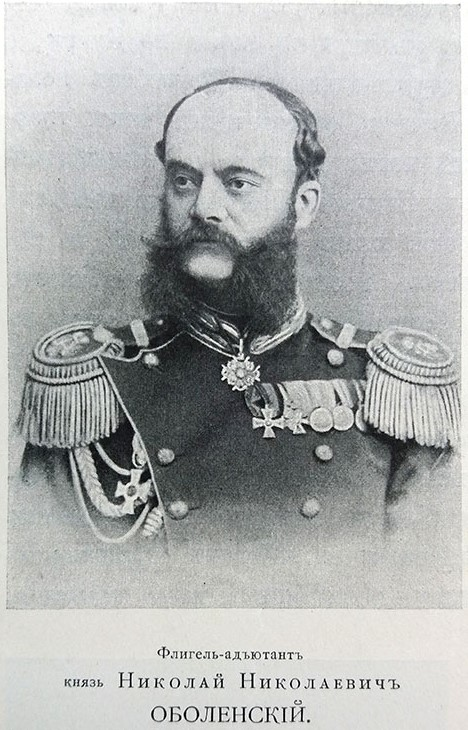
Флигель-адъютант, полковник князь Н.Н.Оболенский. Примерно 1872-1875 гг.

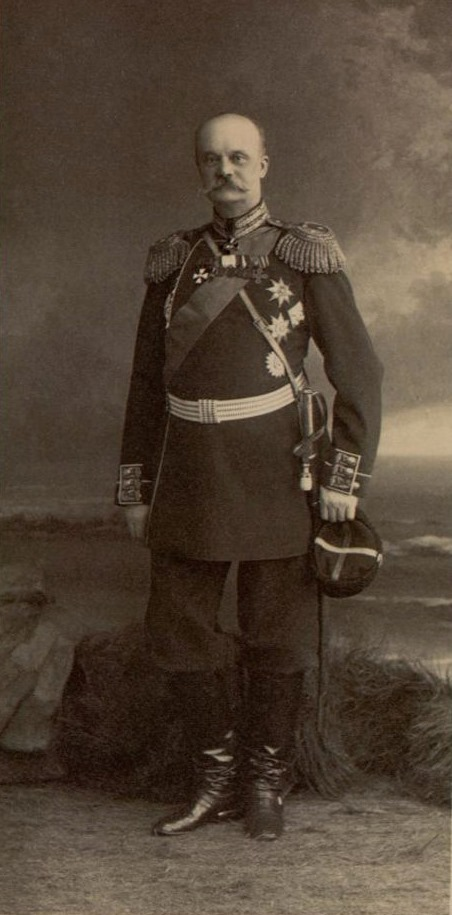
Генерал-лейтенант князь Н.Н.Оболенский. Около 1890 г.

Представитель княжеского рода Оболенских. По матери — внук генерала Н. М. Свечина, правнук В. В. Энгельгардта. Родился 10 ноября 1833 года. Образование получил в Школе гвардейских подпрапорщиков и кавалерийских юнкеров, по окончании курса наук в которой 13 августа 1853 года был выпущен в прапорщиком в лейб-гвардии Преображенский полк.
В 1854 году Оболенский находился в составе войск, назначенных для обороны побережья Балтийского моря от возможной высадки англо-французского десанта, и принимал участие в отражении налёта флота союзников на Кронштадт. 22 августа 1854 года он был произведён в подпоручики и 30 августа 1855 года в поручики.
Произведённый 17 апреля 1862 года в штабс-капитаны, князь Оболенский в 1863—1864 годах принимал участие в походах против польских инсургентов, за отличие в 1863 году получил орден св. Станислава 3-й степени и 30 августа 1864 года произведён в капитаны.
Продолжая службу в лейб-гвардии Преображенском полку князь Оболенский в течение чуть более трёх лет командовал ротой и почти четыре года — батальоном. За это время он получил чин полковника (31 марта 1868 года) и ордена св. Анны 3-й степени (в 1865 году), св. Станислава 2-й степени (в 1869 году) и св. Владимира 4-й степени (в 1872 году). 6 августа 1866 года он был назначен флигель-адъютантом.
5 января 1874 года князь Оболенский был назначен командиром лейб-гвардии 2-го стрелкового батальона и в 1875 году был награждён орденом св. Анны 2-й степени, а 1 ноября 1876 года он получил в командование лейб-гвардии Преображенский полк.
После начала в 1877 году русско-турецкой войны, Оболенский, вместе со всем Гвардейским корпусом, выступил на Балканы. Под его командованием Преображенский полк принимал участие в бою при занятии Искерского ущелья и Этрополя, причём за отличие был 1 января 1878 года произведён в генерал-майоры Е.И.В. Свиты (со старшинством от 12 ноября 1877 года). В декабре 1877 совершил переход через Балканы и с отличием участвовал в сражении под Ташкисеном и наконец 23 декабря занял Софию.  3 января 1878 года князь Оболенский был ранен в ногу в деле у Филиппополя, 25 января он вместе с полковником Каульбарсом прибыл в Константинополь, для согласования нейтральной полосы для Албании и Герцоговины.
За отличия во время русско-турецкой войны князь Оболенский был в 1878 году награждён орденом св. Владимира 3-й степени с мечами и 13 января 1879 года получил золотую саблю с надписью «За храбрость». 30 марта 1879 года он был удостоен ордена св. Георгия 4-й степени
19 Декабря 1877 года, при переходе Гвардейского Корпуса чрез Балканы, у дер. Ташкисен, лично вел штурмующие роты вверенного ему полка и взял с боя турецкие редуты, защищенные сильным неприятелем.
Последующие девять лет князь Оболенский продолжал командовать Преображенским полком и последовательно получил ордена св. Станислава 1-й степени (в 1880 году), св. Анны 1-й степени (в 1883 году) и св. Владимира 2-й степени (в 1886 году). 26 февраля 1887 года он оставил должность полкового командира и был назначен состоять в распоряжении главнокомандующего войсками гвардии и Петербургского военного округа, после чего 16 сентября того же года получил в командование 1-ю бригаду 1-й гвардейской пехотной дивизии. 20 января 1888 года он был назначен командиром гвардейской стрелковой бригады.
30 августа 1888 года произведён в генерал-лейтенанты и 11 сентября 1889 году был назначен начальником 1-й гвардейской пехотной дивизии. В 1891 году награждён орденом Белого Орла.
Пожалованный в 1896 году званием генерал-адъютанта, князь Оболенский 29 марта 1897 года был назначен командиром Гвардейского корпуса.
В 1898 году скоропостижно скончался. На похоронах Н.Н.Оболенского присутствовал великий князь Сергей Александрович, был почетный военный караул. Похоронен в смоленском имении Оболенских в Кощино в Покровской церкви в семейной усыпальнице.

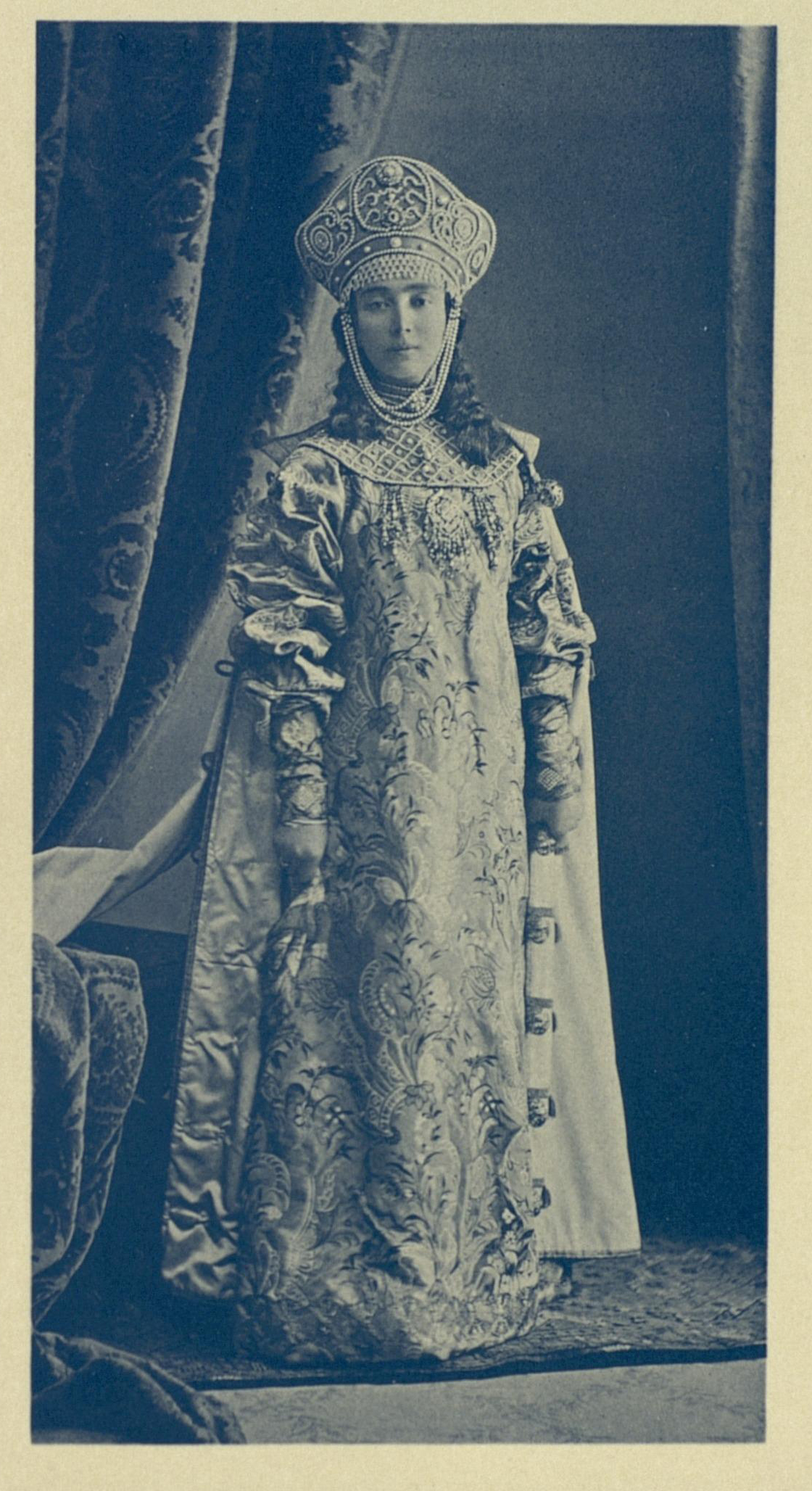
Дочь Елизавета (1903)

## Семья
Жена (с 7 февраля 1862 года)— Мария Владимировна Храповицкая (25.09.1839—1911), дочь поручика В. С. Храповицкого. Их дети:
- Елизавета Николаевна (1864—1939), почетная фрейлина императрицы Александры Федоровны. В эмиграции жила во Франции, где состояла членом Дамского общества в память императрицы Марии Федоровны; член Союза ревнителей памяти императора Николая II (с 1936). Последние годы жила в Русском доме в Сент-Женевьев-де-Буа.
- Владимир (1865—1927) — генерал-майор, командир лейб-гвардии Преображенского полка во время Первой мировой войны.
- Мария (1868—1943), жена графа Николая Николаевича Граббе.
- Александр (1872—1924) — генерал-майор, Санкт-Петербургский полицмейстер.